# Andreas Tönnesmann

Andreas Tönnesmann (2011)

Andreas Tönnesmann (* 24. Oktober 1953 in Bonn; † 23. Mai 2014 in München) war ein deutscher Kunsthistoriker und Hochschullehrer mit Schwerpunkt Architekturgeschichte.

## Leben
Tönnesmann volontierte zunächst als Journalist und studierte danach Kunstgeschichte und Literaturwissenschaften an deutschen sowie italienischen Universitäten. Nach dem Magister-Abschluss machte er ein Volontariat als Journalist. An der Universität Bonn wurde er 1980 mit der Arbeit Der Palazzo Gondi in Florenz zum Dr. phil. promoviert. Er widmete sich anschließend vier Jahre der baugeschichtlichen Forschung als wissenschaftlicher Assistent an der Bibliotheca Hertziana in Rom. An der TU München hatte er im Folgenden eine Stelle als wissenschaftlicher Mitarbeiter, die 1989 in seine Habilitation mündete. Als Privatdozent übernahm er kurzfristig eine Vertretung des Lehrstuhls für Baugeschichte an der RWTH Aachen sowie einen Lehrauftrag an der Universität Basel. Ab 1991 war er Professor für Architekturgeschichte, zunächst an der Universität Bonn, später an der Universität Augsburg. 2001 folgte er einem Ruf auf den renommierten Lehrstuhl des Instituts für Kunst- und Architekturgeschichte an der ETH Zürich. Zusätzlich wurde er 2002 zum Titularprofessor an der Universität Basel ernannt.
Arbeitsschwerpunkte Tönnesmanns waren die europäische Kunst und Architektur der Renaissance und der Moderne. Als sein besonderes Forschungsprojekt wies das Zürcher Institut für Geschichte und Theorie der Architektur 2011 das Themengebiet Bibliotheken. Zur Architektur des Wissens seit der Renaissance aus.
Zusammen mit zwei Fach-Kollegen war Tönnesmann Herausgeber der Zeitschrift für Kunstgeschichte. Er war Mitglied in der Jury des Prix Jubilé der Schweizerischen Akademie der Geistes- und Sozialwissenschaften sowie der Universitätskommission des Istituto Svizzero di Roma. Zuvor war er Fachgutachter der Deutschen Forschungsgemeinschaft. Zusammen mit zwei Fachkollegen leitete er das interuniversitäre ProDoc-Programm „Kunst als Kulturtransfer seit der Renaissance“, das der Schweizerische Nationalfonds finanziert. Sonstige ehrenamtliche Funktionen erfüllte er für die Studienstiftung des deutschen Volkes, das Evangelische Studienwerk Villigst, das Centre d’études supérieures de la Renaissance in Tours sowie die European Science Foundation.
Tönnesmann war seit 1990 verheiratet mit der Ärztin und Psychotherapeutin Bernadette Fittkau-Tönnesmann, Privat gehörte er auch seit 2008 als Sachverständiger zu den Unterstützern des Erhalts des Stuttgarter Hauptbahnhofsgebäudes.

## Werke
Monografien:
- Die Freiheit des Betrachtens. Schriften zu Architektur, Kunst und Literatur. gta Verlag, Zürich 2013, ISBN 978-3-85676-323-7.
- Monopoly. Das Spiel, die Stadt und das Glück. Verlag Klaus Wagenbach, Berlin 2011, ISBN 978-3-8031-5181-0.[8]
- Die Kunst der Renaissance. C.H. Beck, München 2007, ISBN 978-3-406-54689-1.
- mit Bernd Roeck: Die Nase Italiens: Federico da Montefeltro, Herzog von Urbino. Wagenbach, Berlin 2005, ISBN 3-8031-3616-4.
  - Federico da Montefeltro. Arte, stato e mestiere delle armi. Einaudi, Turin 2009, ISBN 978-88-06-19713-1.
- Kleine Kunstgeschichte Roms. C. H. Beck, München 2002, ISBN 3-406-48616-9.
- mit Daniel Arasse: Der europäische Manierismus. 1520–1610. C.H. Beck, München 1997, ISBN 3-406-42755-3[9]
  - La renaissance maniériste. Gallimard, Paris 1997, ISBN 2-07-011278-0.
- Pienza: Städtebau und Humanismus. (mit Fotografien von Gerhard Weiss) Hirmer, München 1990, ISBN 3-7774-5410-9.
- mit Ursula Verena Fischer Pace: Santa Maria della Pietà, die Kirche des Campo Santo Teutonico in Rom. Herder, Freiburg im Breisgau 1988, ISBN 3-451-20882-2.
- Der Palazzo Gondi in Florenz. Werner, Worms 1983, ISBN 3-88462-023-1.